# عبد الأمير الأزري
عبد الأمير عبد الحسين الأزري هو سياسي عراقي شغل مناصب مختلفة في العهد الملكي في العراق منها مناصب وزارية منها وزيرا للموصلات والاشغال وسفيرا للعراق في طهران.
وهو ابن الأديب العراقي عبد الحسين الأزري وشقيق السياسي عبد الكريم الأزري.